# Emogame
Emogame — це серія браузерних ігор початку 2000-х про субкультуру емо. В оригінальній Emogagame гравець, як серія фігурантів емо- та інді-рок -груп, бореться через рівні ворогів із «поганим смаком у музиці», тобто вихідців із субкультури емо. Наприклад, як Кріс Каррабба з Dashboard Confessional і Конор Оберст з Bright Eyes, гравець кидає снаряди з вінілових платівок у шанувальників Dave Matthews Band і членів Creed на шляху, щоб врятувати The Get Up Kids від Стівена Тайлера з Aerosmith.
Джейсон Ода створив Emogame, будучи студентом мистецтва в Школі дизайну Род-Айленду, вивчаючи Macromedia Flash. Гра демонструє як прихильність до субкультури емо, так і насмішку. Пізніше Ода опише міжнародну увагу, яку він отримав близько 2001 року, як свої 15 хвилин слави. Emogame стала культовою і привела до трьох сиквелів. Інтерес до Emogame 2.5: The Anti-Bush Game привів до можливостей роботи в розробнику ігор і кар'єри у створенні браузерних ігор як вірусної реклами.